# Paola Mori
Paola di Girifalco [Gerfalco], comtesse de Girifalco [Gerfalco], connue sous le nom de scène de Paola Mori (née le 18 septembre 1928 et morte le 12 août 1986 à Las Vegas), est une actrice italienne. 
Elle fut l'épouse d'Orson Welles de 1955 jusqu'à la mort de ce dernier en 1985.

## Biographie
Issue d'une famille aristocratique italienne, Paola Mori débute au cinéma en 1952 dans Des gosses de riches (Fanciulle di lusso) puis en 1953 elle rencontre Orson Welles avec lequel elle noue une idylle. En 1955, il lui donne le premier rôle féminin de Dossier secret. Sur l'insistance de ses parents catholiques pratiquants, elle l'épouse à Londres en mai 1955.
Leur fille Béatrice naît six mois plus tard à New York. Ses prestations comme actrice sont mal accueillies par la critique et elle n'apparaîtra par la suite au cinéma que dans les productions cinématographiques d'Orson Welles. En 1962, le couple se sépare et, pour des raisons religieuses, Paola Mori refusera toute sa vie de divorcer. Le 12 août 1986, alors qu'elle se rend à un rendez-vous pour signer avec Oja Kodar — la compagne de Welles — un accord juridique concernant les dispositions testamentaires d'Orson Welles, elle meurt dans un accident de voiture à Las Vegas.

## Filmographie
- Febbre di vivere (1953)
- Le Maître de Don Juan (1953)
- Dossier secret/Mr Arkadin (1955)
- Le Procès (1962)
- Don Quichotte (1992), inachevé